# قطعنامه ۱۰۱۲ شورای امنیت
قطعنامه ۱۰۱۲ شورای امنیت سازمان ملل متحد که در تاریخ ۲۸ اوت ۱۹۹۵ تصویب شد، سندی بین‌المللی دربارهٔ بوروندی است. این قطعنامه طی نشست ۳۵۷۱ام با ۱۵ رای موافق، ۰ مخالف و ۰ ممتنع تصویب شد.